# Jezuïetenkerk (Heidelberg)
De Jezuïetenkerk (Duits: Jesuitenkirche; officieel Pfarrkirche Heiliger Geist und St. Ignatius) is naast de Heilige Geestkerk de grootste en belangrijkste kerk van Heidelberg en vormt bij het Universiteitsplein het middelpunt van de voormalige jezuïetengebouwen in de binnenstad. Tegenwoordig is de kerk de hoofdkerk van de rooms-katholieke binnenstadsparochie van de Heilige Geest.
De kerk werd tussen 1712 en 1759 in barokke stijl gebouwd. De neobarokke toren werd eerst in de jaren 1868-1872 toegevoegd. Bij de kerk bevindt zich een museum voor religieuze kunst met een schatkamer. Hier worden heiligenbeelden, kelken, monstransen en liturgisch textiel tentoongesteld.

## Geschiedenis van de jezuïeten in Heidelberg

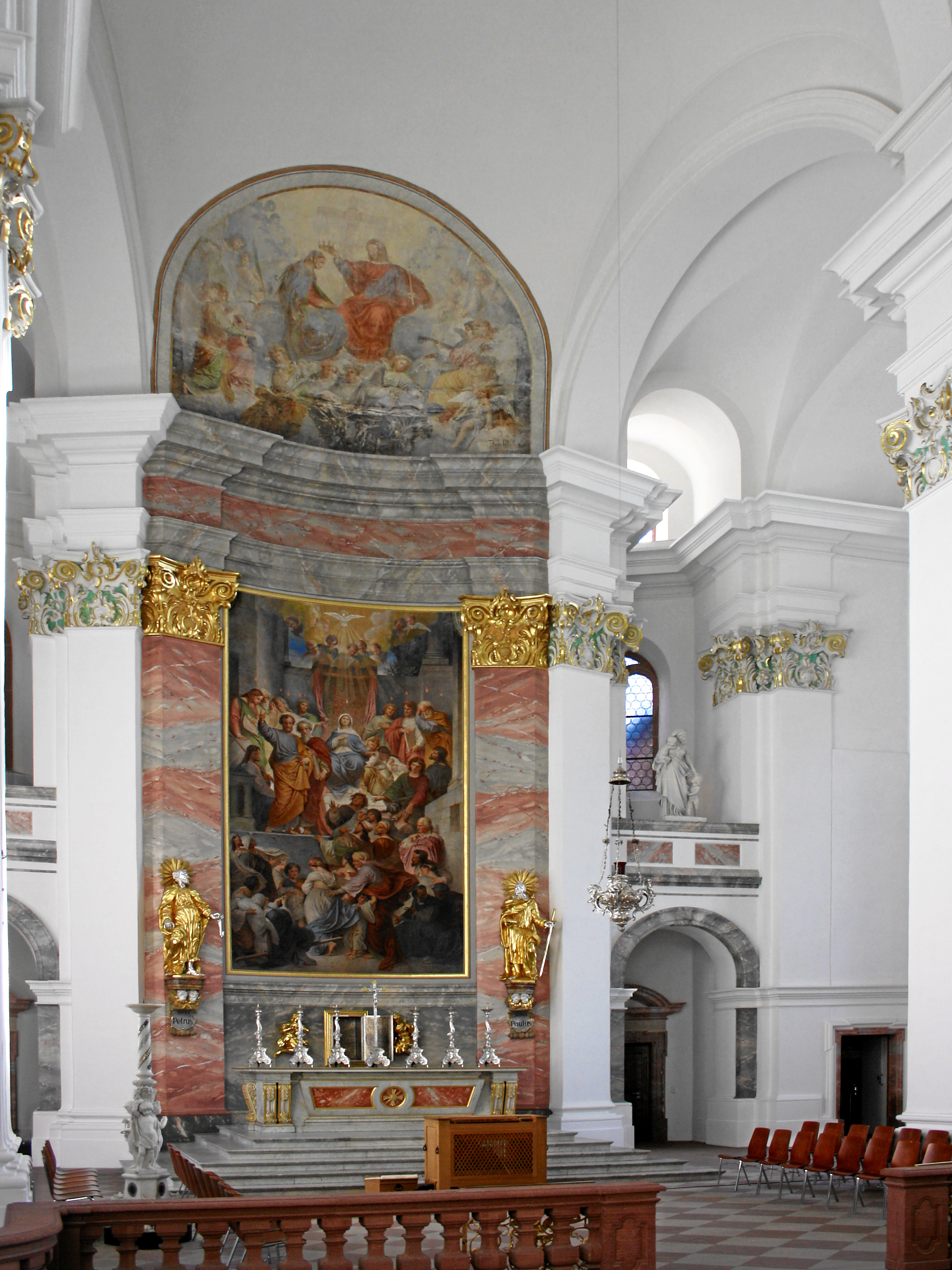
Altaar

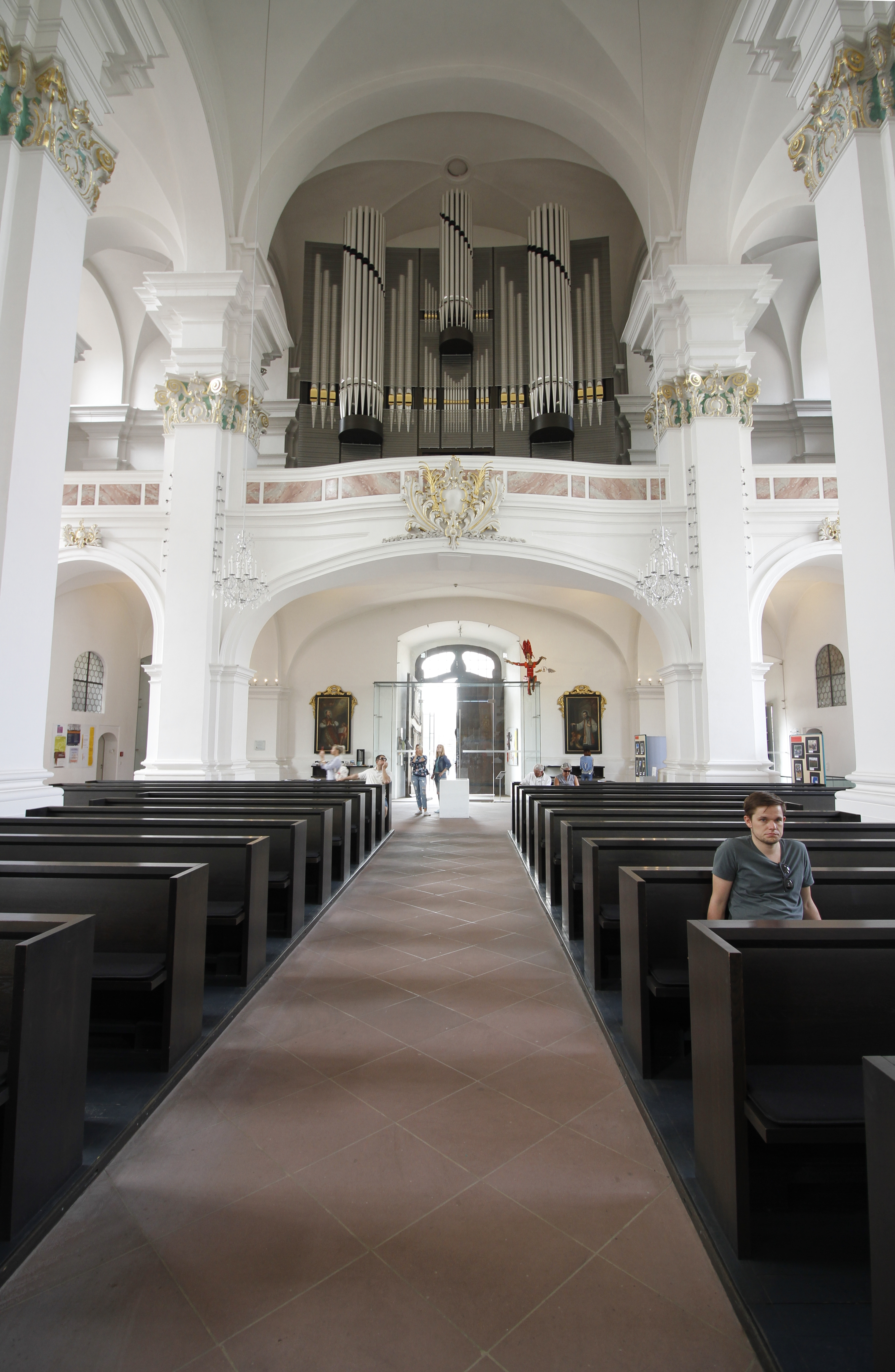
Orgel en galerij

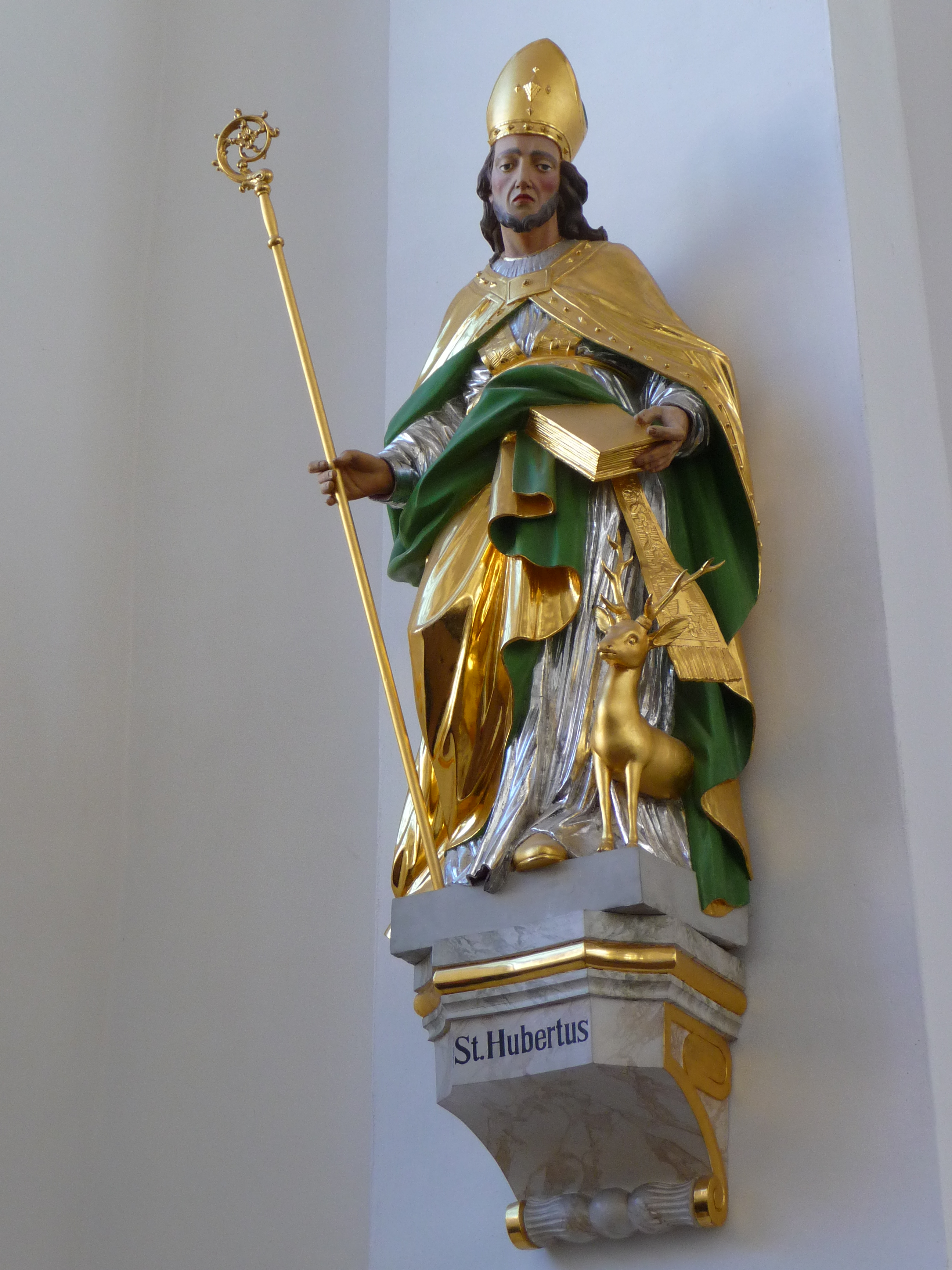
beeld Sint-Hubertus

Al in 1622, tijdens de Dertigjarige Oorlog, vestigden jezuïeten zich in Heidelberg na de overwinning van Tilly op de Protestantse Unie en de Beierse bezetting van Heidelberg. Lang duurde dit echter niet en pas in 1698, nadat de katholieke tak van het huis Wittelsbach ten koste van de calvinistische tak de heerschappij verkreeg, riep keurvorst Johan Willem de orde opnieuw voor langere tijd naar Heidelberg om te helpen bij de rekatholisering van het overwegend protestantse Keur-Palts. Het begin was bescheiden, maar in de bloeiperiode groeide de orde in de stad aan tot circa 100 jezuïeten. Deze jezuïeten waren vooral werkzaam aan de universiteit, het onderwijs en de zielszorg.
De eerste steen voor de collegebouwen werd in 1703 gelegd. De werkzaamheden aan het grote viervleugelige gebouw met binnenhof werden in 1712, toen eveneens begonnen werd met de bouw van de kerk, gedeeltelijke afgesloten. De zuidelijke vleugel, die in de 19e eeuw weer werd afgebroken, kwam niet eerder dan in 1732 gereed. In 1773 werd met de opheffing van de orde ook het jezuïetencollege opgeheven. Vanaf dat moment werden gebouwen, waarvan tegenwoordig nog twee vleugels staan, voor verschillende doeleinden gebruikt.

## Geschiedenis van de kerk
Met de toezending van het plan naar Rome voor toestemming werd in 1711 een begin gemaakt met de voorbereiding van de bouw van een kerk bij het jezuïetencollege. Op 19 april 1712 vond de eerstesteenlegging plaats, nog voordat de officiële goedkeuring van Michelangelo Tamburini, de Algemene Overste van de Sociëteit van Jezus, was ontvangen.
Onder leiding van Johan Adam Breunig werd van start gegaan met de constructie van het koor en daarna met het kerkschip. Voorbeeld voor de kerk was de destijds nog nieuwe jezuïetenkerk Sint-Martinus in Bamberg. Het werk werd na de dood van keurvorst Johan Willem in 1717 onderbroken door zijn opvolger Karel III. De nieuwe keurvost woonde in zijn residentie te Mannheim en was meer betrokken met de bouw van de jezuïetenkerk aldaar, waardoor hij het Heidelberger project verwaarloosde. De reeds voltooide delen van de kerk werd met een muur afgesloten, zodat het als kapel werder kon worden gebruikt. Pas in 1749 werd onder leiding van de hofarchitect Frans Willem Rabaliatti het werk hervat om de kerk te voltooien.
Na de opheffing van de orde in 1773 namen de Lazaristen de kerk kortstondig over. Vervolgens werd het gebouw aan de religieuze bestemming onttrokken en voor opslag gebruikt. In de periode 1793–1797 herbergde de kerk een lazaret voor gewonde soldaten van de Eerste Coalitieoorlog en ook nog gedurende de eerste helft van de Napoleontische oorlogen bleef de kerk als lazaret dienen. Door de secularisatie werden tevens de talrijke kloosters in de stad gesloten, zodat er voor de viering van de katholieke eredienst in de stad nog slechts het koor van de Heilige Geestkerk overbleef. Omdat het koor veel te klein was voor het aantal katholieken werd de jezuïetenkerk op 1 november 1809 ten slotte weer teruggegeven aan de Heidelberger katholieke gemeenschap.
Van het interieur van de voormalige jezuïetenkerk was toen al iets meer over en daarom namen de katholieken de barokke inrichting uit het koor van de Heilige Geestkerk mee naar hun nieuwe parochiekerk. Alleen de kansel bleef achter, die specifiek aan de ronde zuilen van de Heilige Geestkerk was aangepast en daarom niet in de nieuwe parochiekerk kon worden geplaatst.
In de periode 1868-1872 begon men met de bouw van de toren aan de kerk. Bij de daarop volgende renovatie werd het interieur grondig veranderd. De barokke inrichting werd verwijderd en van het hoogaltaar bleef slechts de houten deur van het tabernakel met het Pinksterwonder bewaard.
Tijdens de restauratie die in 2004 werd voltooid kreeg het interieur van de kerk de strakke witte kleur die het nu nog draagt. In 2009 werd er voor 1,6 miljoen euro een nieuw orgel aangeschaft. Twee jaar later kwam er nog een koororgel voor ongeveer 450.000 euro bij.

## Beschrijving
De drieschepige kerk is gebouwd van lokale Buntsandstein. De voorgevel aan de noordelijke kant bevat in de nissen de beelden van Christus de Verlosser en de ordeheiligen Ignatius van Loyola en Franciscus Xaverius. Naast de geveltop bevinden zich de allegorische beelden van de goddelijke deugden: de Liefde en de Hoop; hoog op de geveltop zelf staat het Geloof met in de hand het kruis.
Het kerkschip bezit vijf traveeën, het hallenkoor twee. Het vijfde travee is langer als de overige traveeën en bewerkstelligt de illusie van een transept. De zijschepen zijn smaller en iets lager dan het middenschip en worden tegen het koor met muren afgesloten. Zowel over het kerkschip als over de beide zijschepen zijn kruisgraatgewelven aangebracht. Het travee van de ingang is korter en heeft een galerij.
Het interieur van de kerk is wit en alleen de kapitelen van de zuilen hebben een groene kleur en gedeeltelijke vergulding. De drie altaren zijn met fresco’s voorzien: het hoofdaltaar toont de voorstelling van het Pinksterwonder, de nevenaltaren de opname van Maria in de hemel en Jozef als patroon van de katholieke kerk. De altaarschilderijen stammen uit het jaar 1871 en werden door Andreas Müller en Ferdinand Keller gemaakt. Eveneens 19e-eeuws zijn de marmeren kansel en de kunstzinnig vormgegeven paaskandelaar. De beeldhouwer Julius Seitz schiep in 1905 de piëta in het rechter zijschip.
In recentere tijden werd de crypte weer toegankelijk gemaakt. Aan een zuil in het kerkschip herinnert een Latijns inschrift aan de bijzetting van de stoffelijke resten van keurvorst Frederik I van de Palts. Zijn graf bevindt zich echter in de crypte.

## Klokken
De Jezuïetenkerk bezit tien luidklokken, maar niet over een uurwerk. De grootste en tevens oudste klok weegt 4080 kg en stamt uit 1874 en draagt de naam Pius, vernoemd naar de toenmalige Paus Pius IX. Het gelui van 1874 bestond uit vijf klokken, die door heel Duitsland geroemd werden om hun eenvoudige edele klank. In de Tweede Wereldoorlog werden de grootste vier klokken weggehaald, na de oorlog kwam de bourdon Pius als enige terug om met de kleinste klok verenigd te worden. De klokken die er ooit tussen zaten werden met een opname en een luidspreker afgespeeld om het toch een geheel te laten lijken. In 1959 werden zeven nieuwe klokken gegoten door de bekende gieter F.W. Schilling, de kleinste klok paste hier muzikaal gezien niet bij en verhuisde naar een kapel in Salem-Neufrach. In 1980 werd de collectie met nog twee kleine klokken uitgebreid. Het gelui kenmerkt zich als krachtig en van zuivere toon. Het feit dat er maar liefst tien klokken in de grote maar niet gigantische toren hangen zorgt ervoor dat de toren alleen via een bijzonder krap trappetje te beklimmen is.